# Ruisseau de Bretagne
Pour les articles homonymes, voir Baraton.
Le ruisseau de Bretagne ou Baraton est une rivière du sud-ouest de la France, c'est un affluent de l'Avance donc un sous-affluent de la Garonne.

## Géographie
De 10,4 km de longueur, le ruisseau de Bretagne prend sa source dans la forêt des Landes sur la commune d'Antagnac en Lot-et-Garonne pend le nom de ruisseau du Tren et se jette dans l'Avance commune de Casteljaloux sous le nom de Baraton.

### Département et communes traversés
- Lot-et-Garonne : Antagnac, Saint-Martin-Curton, Beauziac, Pindères, Casteljaloux.

## Principaux affluents
- Ruisseau de Mayrac : 4,8 km
- Ruisseau de Rieucourt : 2,5 km